# 1976年モントリオールオリンピックのタイ選手団
1976年モントリオールオリンピックのタイ選手団（1976ねんモントリオールオリンピックのタイせんしゅだん）は、1976年7月17日から8月1日にかけてカナダのモントリオールで開催された1976年モントリオールオリンピックのタイ選手団、およびその競技結果。

## 概要
今大会は銅メダル1個を獲得した。
ボクシング男子ライトフライ級（48kg）でパヤオ・プーンタラットが銅メダルを獲得、タイにオリンピック初めてのメダルをもたらした。

## メダル
| メダル | 選手名                 | 競技       | 種目               |
| ------ | ---------------------- | ---------- | ------------------ |
| 銅     | パヤオ・プーンタラット | ボクシング | 男子ライトフライ級 |